# Echenais pauxilla
Echenais pauxilla är en fjärilsart som beskrevs av Hans Ferdinand Emil Julius Stichel 1911. Echenais pauxilla ingår i släktet Echenais och familjen Riodinidae. Inga underarter finns listade i Catalogue of Life.